# ロンドン議定書 (1829年)
ロンドン議定書（ロンドンぎていしょ、英語: London Protocol）は、1829年3月22日にイギリス・フランス・ロシアの列強三国によって結ばれた議定書である。この議定書は、ギリシャをオスマン帝国の宗主権下にある自治国として設立することを定めた1828年の第一ロンドン議定書を修正したものである。
1821年に勃発したギリシャ独立戦争と、1827年のナヴァリノの海戦への三大国の介入の結果、南ギリシャに何らかの形のギリシャ国家を創設することが確実となった。1827年、第三回ギリシャ国民議会は、新興国家の統治を1828年1月にギリシャへ到着したイオアニス・カポディストリアスに託した。カポディストリアスは近代国家の基盤を築くとともに、特に1828年9月のポロス島会議において、新ギリシャ国家の領土や憲法上の地位について三大国と交渉を行った。しかし、同年11月に三大国が合意した第一ロンドン議定書では、ギリシャの領域はペロポネソスとキクラデス諸島のみに制限された。
1829年3月22日、イギリス外相ジョージ・ハミルトン＝ゴードン、フランス代表ジュール・ド・ポリニャック、ロシア代表クリストフ・フォン・リーベンによって第二ロンドン議定書が締結された。この議定書はポロス会議の勧告を大幅に受け入れたものであり、ギリシャは三大国が選出する世襲制のキリスト教徒の君主を統治者とする、独立した国家として完全な自治を享受することになるが、オスマン帝国の宗主権を認め、年間150万クルシュの貢納を支払う必要があった。また国境は、西はアンヴラキコス湾、東はパガシティコス湾に定められ、ペロポネソス半島、中央ギリシャ、キクラデス諸島を含むこととなった。しかし、クレタ島やサモス島などのエーゲ海諸島は対象外とされ、これらの島々はギリシャ独立戦争で重要な役割を果たしながらも、新国家の領土には組み込まれなかった。
この議定書は、露土戦争を終結させた1829年のアドリアノープル条約でオスマン帝国に承認されたが、その直後から三大国はギリシャの完全独立へと方針を転換した。そして、1830年2月3日の第三ロンドン議定書によって、ギリシャは完全に独立した国家として正式に承認された。